# Pascal Vasselon
Pas d'image ? Cliquez ici
Pascal Vasselon, né le 20 mars 1963 à Firminy (Loire), est un ingénieur automobile français. Après une vingtaine d'années passées chez Toyota Gazoo Racing Europe notamment comme directeur technique du programme championnat du monde d'endurance FIA, il est actuellement vice-président du développement stratégique du sport automobile chez Toyota Gazoo Racing. Il réside en Belgique près de Verviers.

## Carrière
- 1982-1985 : École nationale supérieure d'ingénieurs de constructions aéronautiques
- 1985-1988 : Renault Sport et Renault, désigner et développement suspension
- 1988-1991 : Michelin, Directeur Dynamique du Véhicule
- 1991-1994 : Michelin Compétition, Département Recherche
- 1994-2000 : Michelin Compétition, Directeur des Activités Circuit
- 2000-2004 : Michelin Compétition, Directeur F1
- 2005-2006 : Toyota Motorsport GmbH, Directeur R&D Châssis
- 2006-2010 : Toyota Motorsport GmbH, Responsable Châssis
- 2010-2024 : Toyota Motorsport GmbH, Directeur technique
- 2024-aujourd'hui : Toyota Gazoo Racing, vice-président du développement stratégique du sport automobile

## Biographie
Pascal Vasselon rejoint Toyota en 2005 par le truchement du programme F1 du constructeur japonais, en provenance de Michelin. Il occupe le rôle de responsable de la recherche et du développement du châssis, avant de devenir dès 2006 le responsable technique global châssis en remplacement de Mike Gascoyne, et ce jusque fin 2009. 
De 2010 à 2024, il occupe le poste de directeur technique chez Toyota Motorsport GmbH en supervisant l'arrivée de Toyota en WEC dès 2012.
En janvier 2024, il est remplacé à la direction technique de Toyota en WEC par David Floury et est nommé vice-président du développement stratégique du sport automobile chez Toyota Gazoo Racing « en mettant l'accent sur la neutralité carbone et la technologie de l'hydrogène ».